# Chaetura spinicaudus

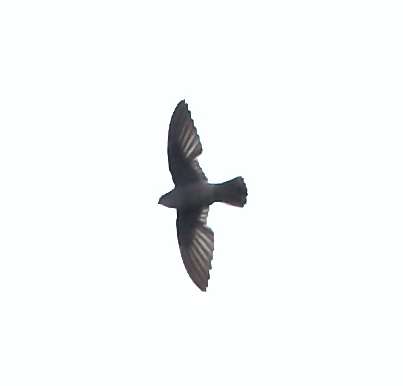

Chaetura spinicaudus là một loài chim trong họ Apodidae.